# Ro Khanna
Rohit Khanna (/ˈroʊ ˈkɑːnə/; Filadélfia, 13 de setembro de 1976), é um político e advogado americano. Está servindo como o Câmara de Representantes do 17.º Distrito Congressional da Califórnia, desde 2017.

## Biografia
Khanna serviu como Vice-Secretário Assistente do Departamento de Comércio dos Estados Unidos sob o presidente Barack Obama de 8 de agosto de 2009 a agosto de 2011.
Na eleição geral em 8 de novembro de 2016, após ter concorrido pela primeira vez para o mesmo assento em 2014, Khanna foi eleito. O representante Mike Honda, um membro do Partido Democrata, havia sido eleito para a vaga do titular oito vezes.
Khanna se identifica como um progressivo capitalista. Ele é um dos seis membros da Casa dos Representantes dos EUA, e um de dez membros do Congresso, que não tomam contribuições de campanha de comitês de ação política (PACs) ou corporações. Ele aceita doações de campanha somente vindas de pessoas.
Em 21 de fevereiro de 2019, Khanna foi nomeado co-presidente da campanha presidencial de 2020 de Bernie Sanders. Ele foi considerado um potencial membro do Gabinete se Sanders ganhasse a eleição para a presidência.
Em junho de 2019, Ro Khanna pediu à administração Trump para investigar o caso que prendeu Lula por acusações de corrupção, após a denúncia do Intercept que mostrou que o juiz Sergio Moro tramava com promotores para condenar o presidente brasileiro e impedir que o Partido dos Trabalhadores retornasse ao poder.

### Eleição de 2016
Khanna foi um dos poucos Representantes para endossar Bernie Sanders para Presidente dos Estados Unidos.

### Eleição de 2018
Khanna ganhou a reeleição contra o Republicano Ron Cohen em 2018 eleição geral, por uma margem de 72,5% para 27,5%.